# Rhenen

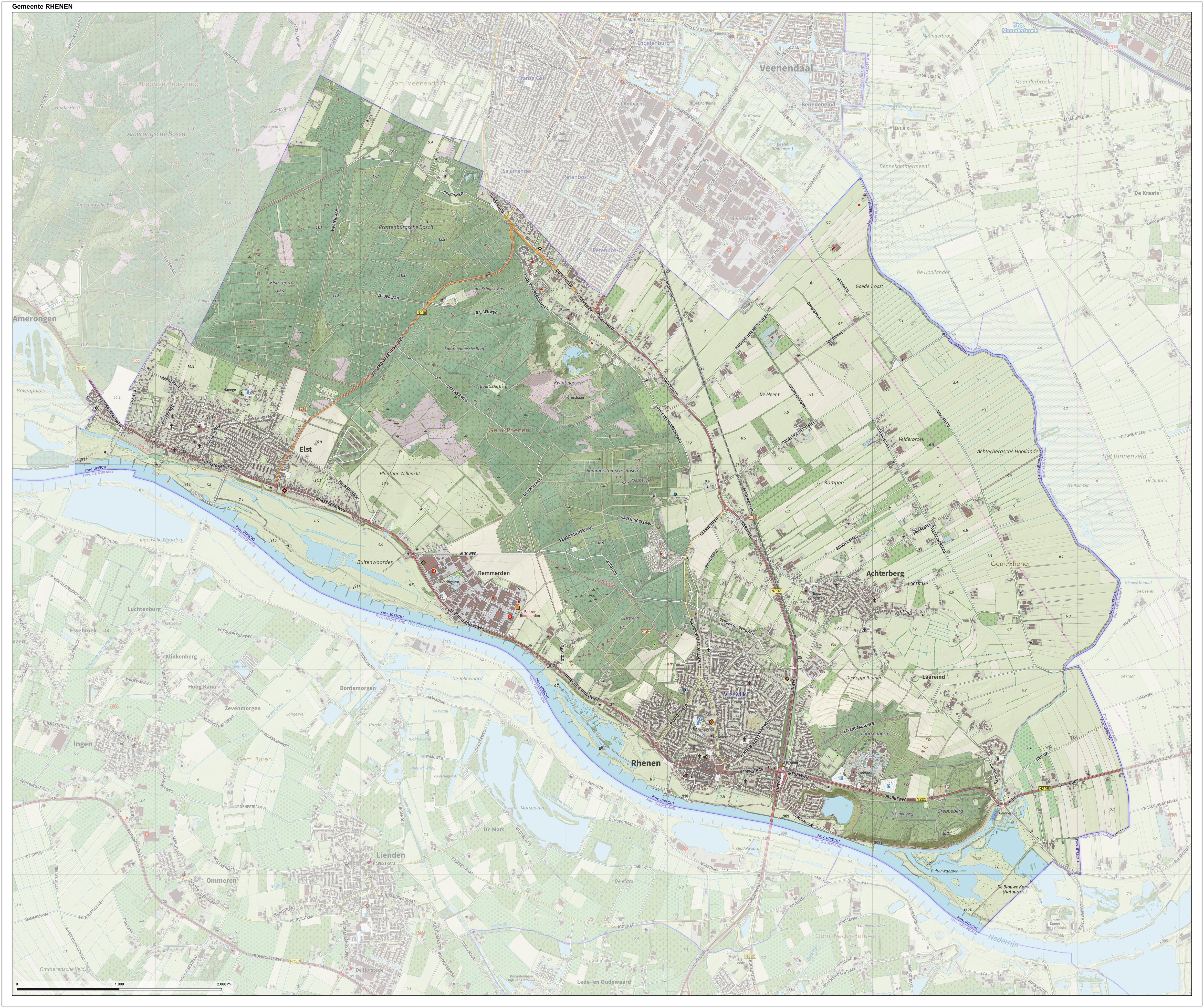
Topografische gemeentekaart van Rhenen, september 2022

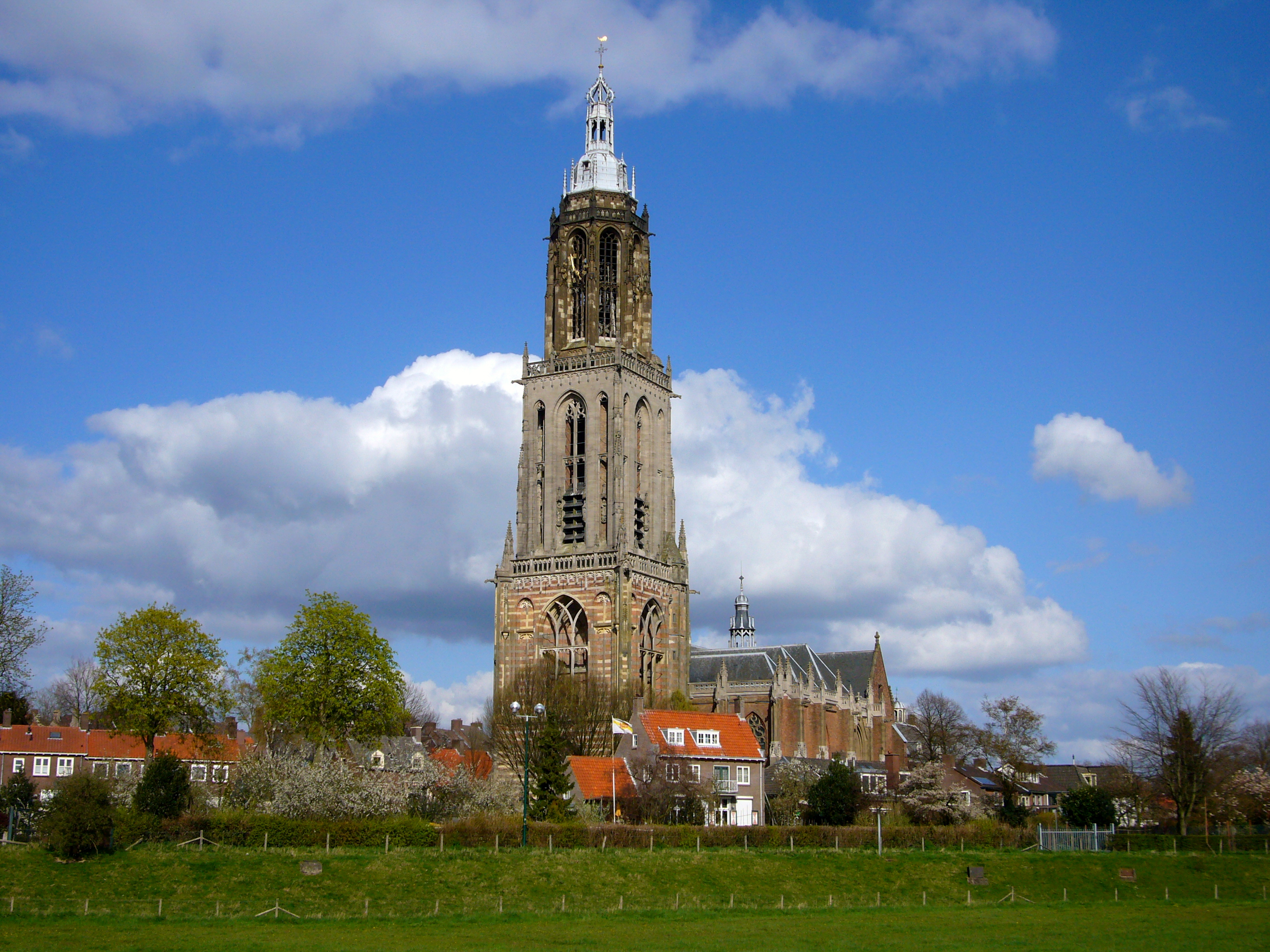
De Cunerakerk in Rhenen

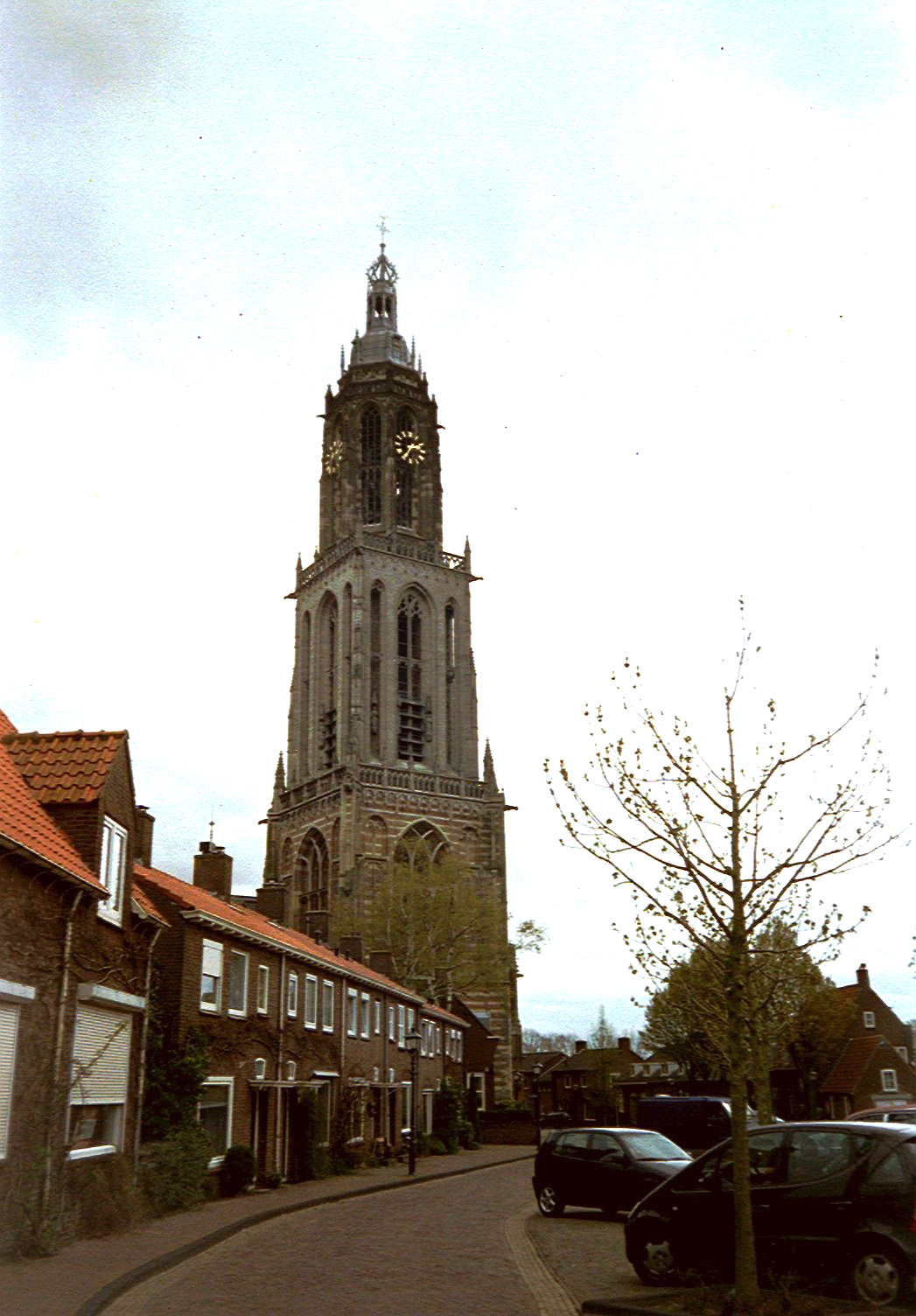
Cuneratoren Rhenen

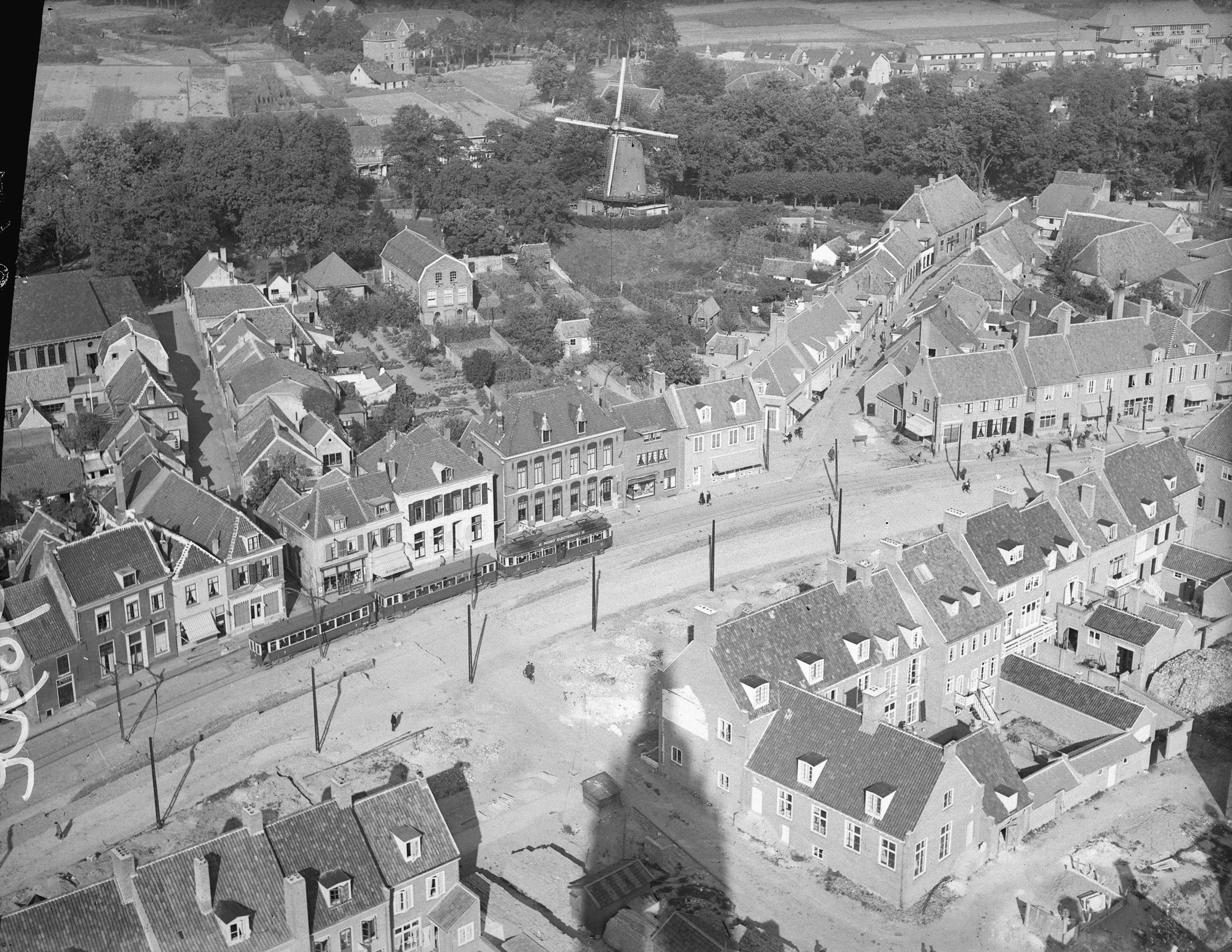
Tram van de NBM te Rhenen, gezien vanaf de Cuneratoren; 1941

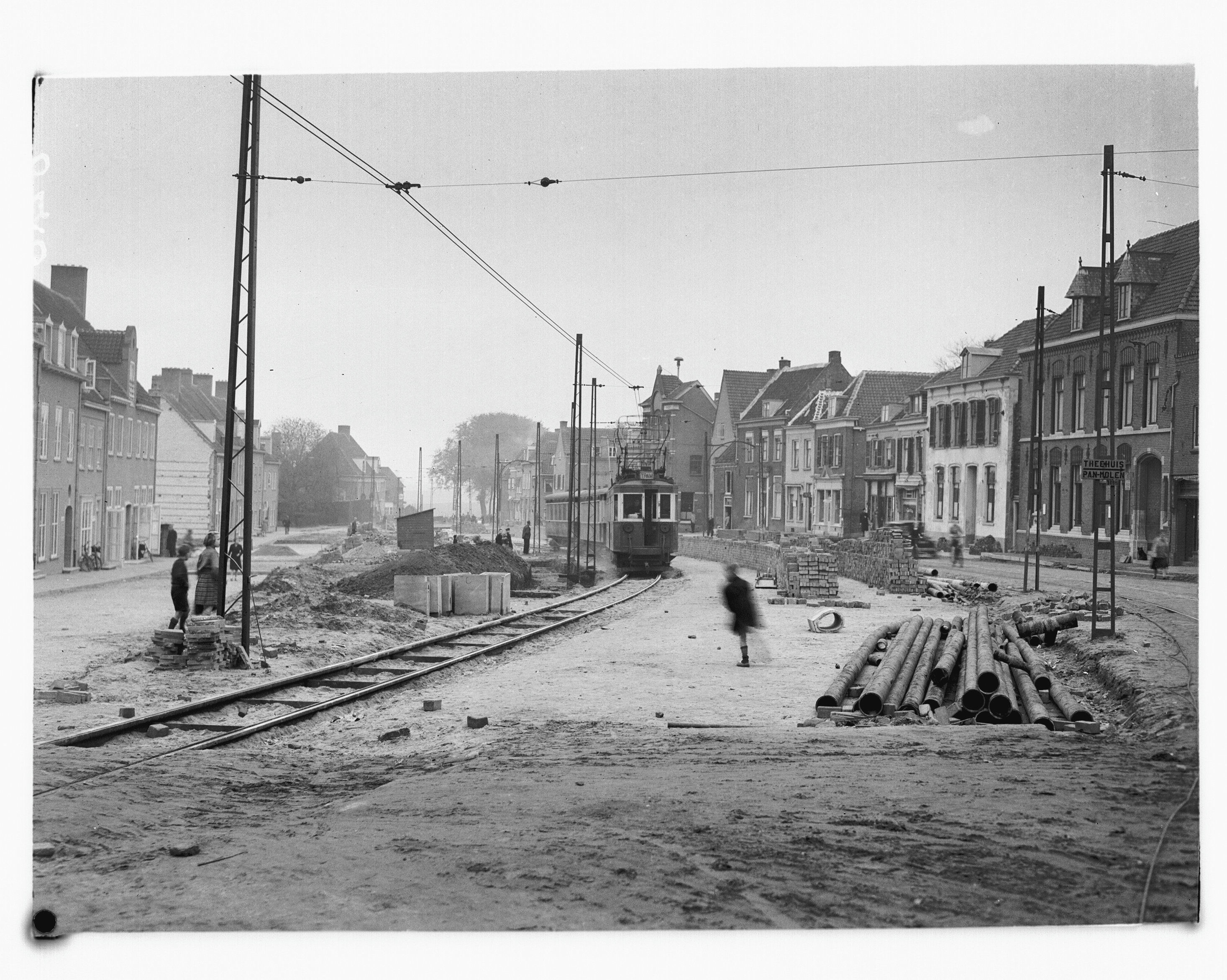
Tram van de NBM te Rhenen, na verlegging van het tramspoor na herstel van oorlogsschade uit 1940; 1941

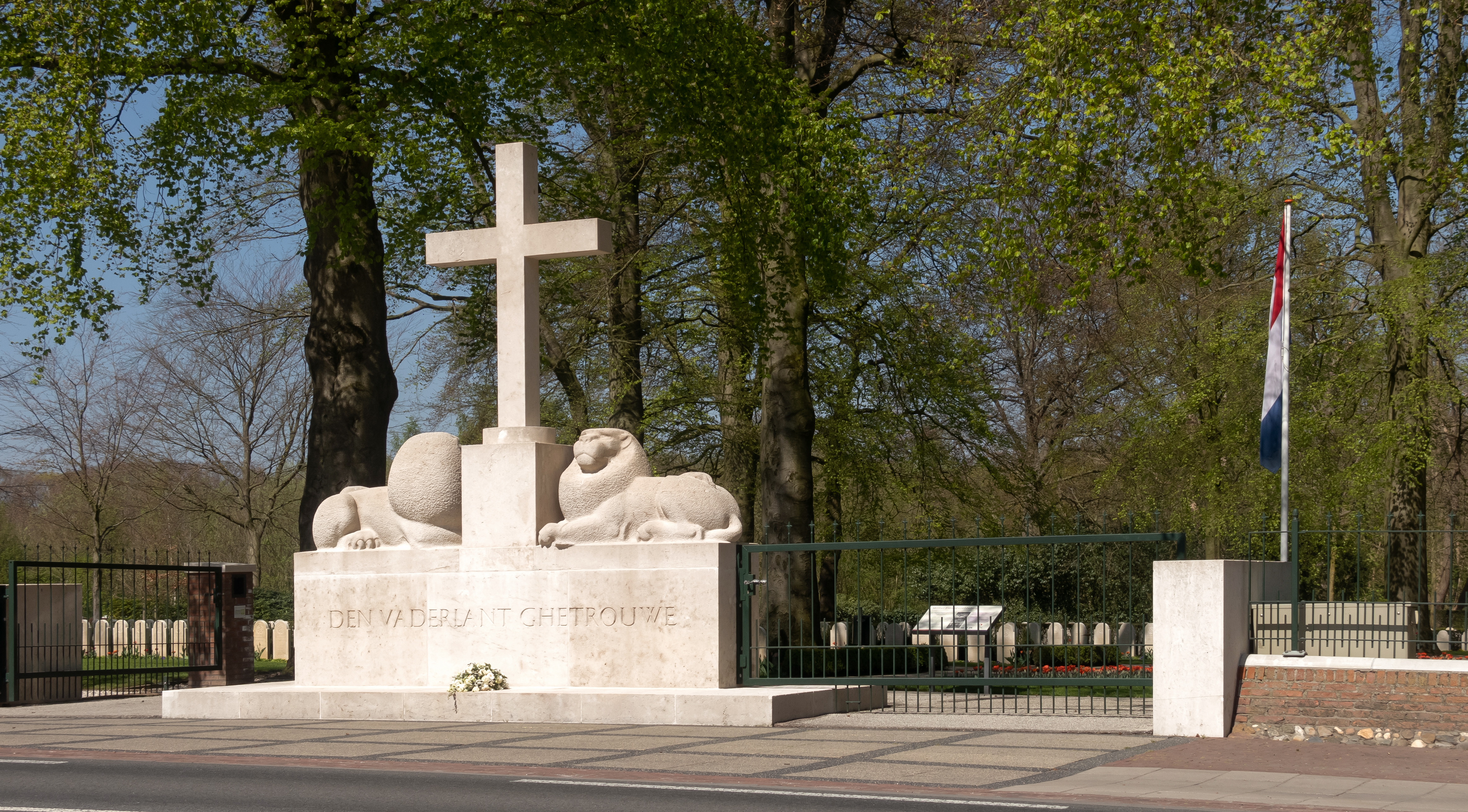
Grebbeberg, militaire begraafplaats met oorlogsmonument

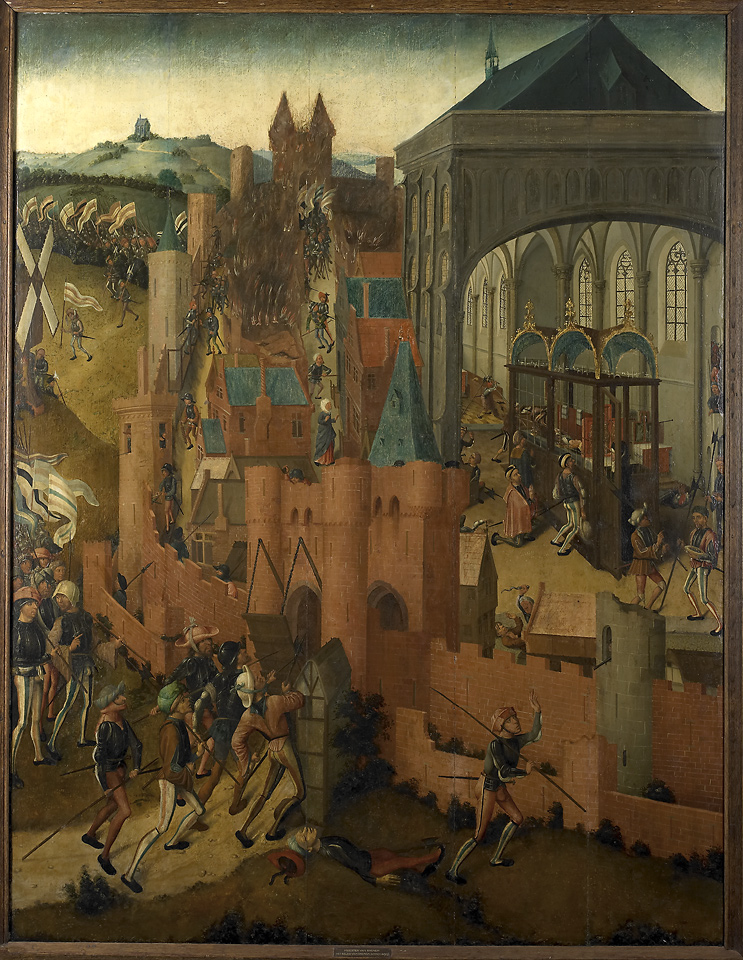
De verovering van Rhenen op 8 juli 1499 door de Groote Garde, in opdracht van Jan II van Kleef

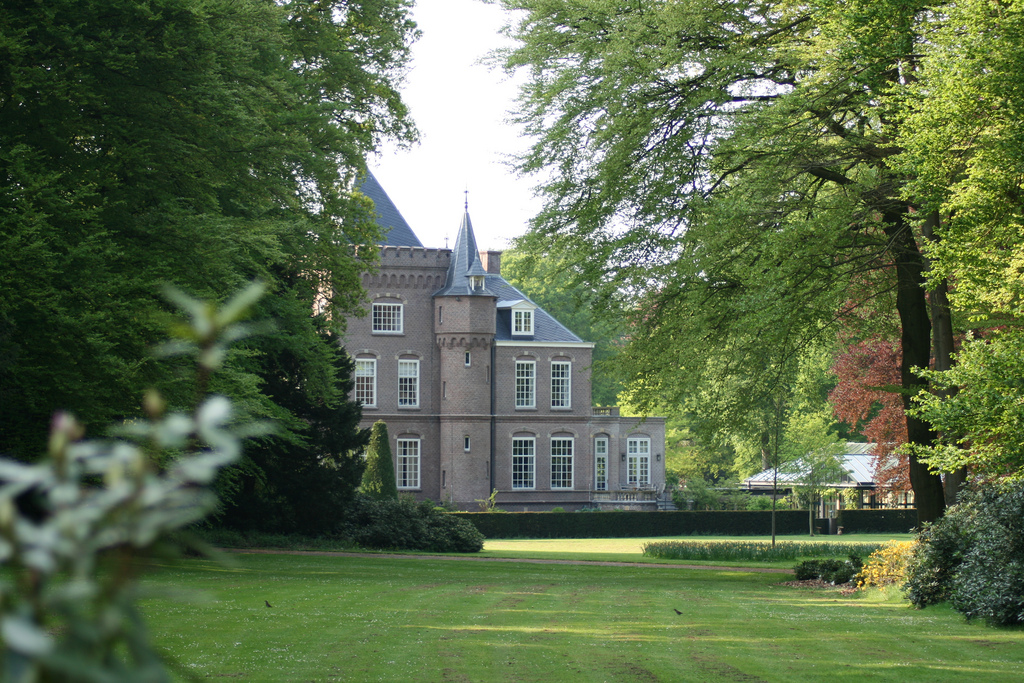
Kasteel Prattenburg

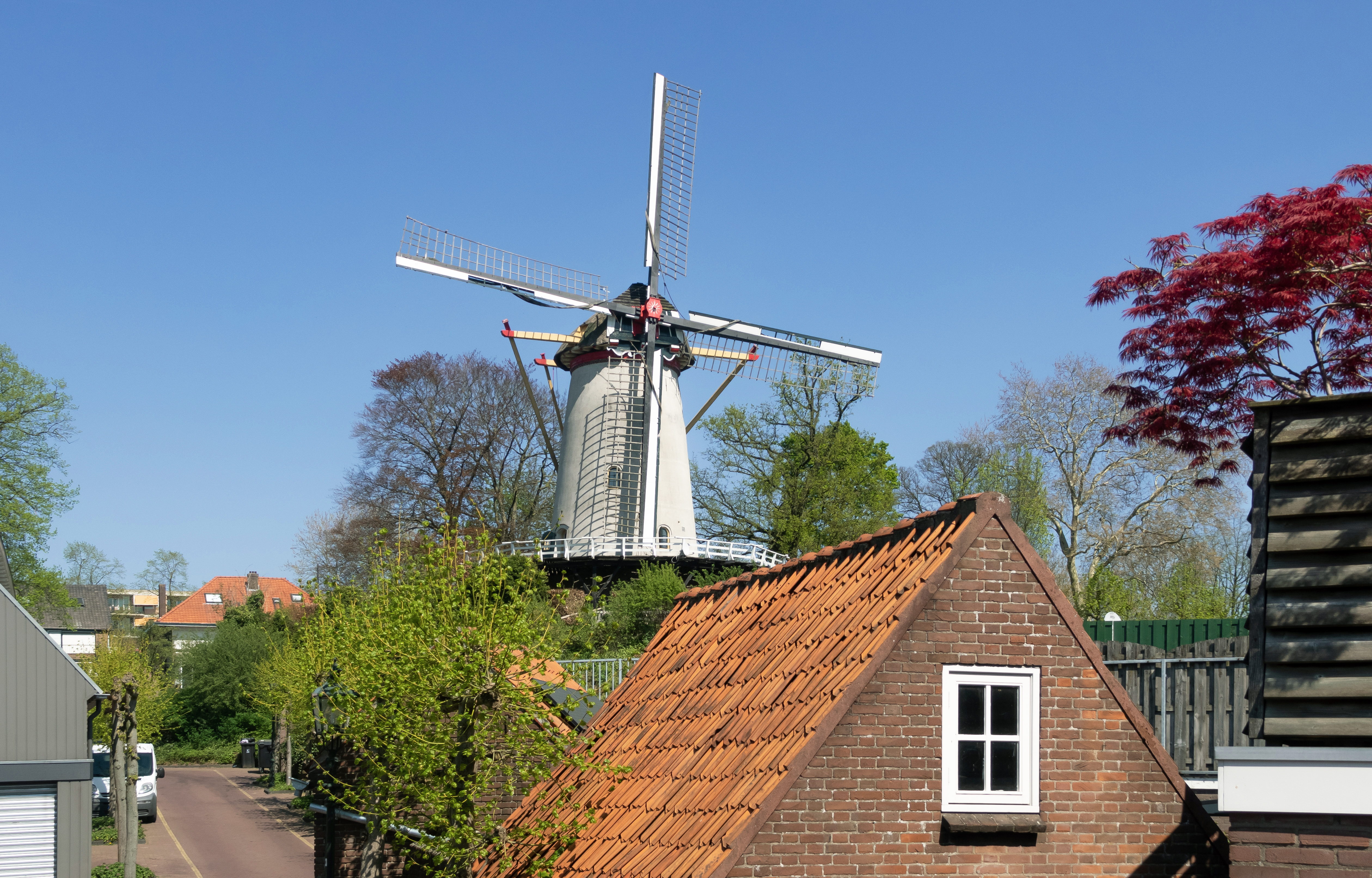
Binnenmolen

Rhenen (uitspraakⓘ) is een stad en gemeente in de Nederlandse provincie Utrecht. De gemeente telt 20.235 inwoners (22 november 2024) en heeft een oppervlakte van 43,76 km² (waarvan 1,68 km² water). De gemeente omvat naast de stad Rhenen, de dorpen Elst en Achterberg en de buurtschap Remmerden.
Rhenen werkt met de gemeenten Veenendaal, Wageningen, Ede, Barneveld, Nijkerk, Scherpenzeel en Renswoude samen in het regionaal samenwerkingsverband Regio Foodvalley.
Het centrum van Rhenen heeft een gevarieerd winkel- en horecagebied, met donderdagochtend een weekmarkt.

## Geschiedenis
Rhenen verkreeg in 1258 stadsrechten nadat de plaats in 855 als 'villa Hreni' (buurschap Rhenen) voor het eerst werd genoemd. In de Middeleeuwen was Rhenen het meest vooruitgeschoven steunpunt van de bisschop van Utrecht in zijn voortdurende strijd tegen de graven, later hertogen, van Gelre. De bisschop bezat hier het kasteel Ter Horst, dat uiteindelijk in 1543 werd afgebroken. Na de centralisatie van het landsbestuur door keizer Karel V bleef Rhenen eeuwenlang een rustig garnizoensstadje, dat als een van de vijf steden van het Sticht een bescheiden rol speelde in het bestuur van het gewest.
In de 17e eeuw had de verdreven koning Frederik V van de Palts een zomerresidentie in Rhenen. Hij liet het paleis in 1630-1631 bouwen naar ontwerp van de Haagse architect Bartholomeus van Bassen. Dit Koningspaleis, zoals het werd genoemd, werd in 1812 afgebroken. Het is te zien in het gezicht op Rhenen, dat Jan van Goyen in 1649 schilderde, en dat in het gemeentelijk museum hangt. Verder herinneren in Rhenen alleen nog een gedenksteen en de straatnaam Frederik van de Paltshof aan het verblijf van de vorst.
In de 19e eeuw was Rhenen, gelegen aan de voet van de Utrechtse Heuvelrug,  een centrum van tabaksteelt. Daarin kwam na 1870 geleidelijk een einde door de invoer van koloniale tabak uit vooral Sumatra.
In mei 1940 werd er hevig gevochten bij Rhenen tussen Duitsers en Nederlanders tijdens de Slag om de Grebbeberg. De bevolking werd geëvacueerd naar het westen en keerde pas vanaf 18 mei terug. Het stadje bleek zwaar gehavend. In Rhenen werden 162 woningen geheel verwoest, en circa duizend huizen waren zwaar beschadigd. De Cunerakerk en -toren stonden nog overeind en konden worden gerestaureerd. Kort na de terugkeer werd begonnen met het ruimen van puin. Daarbij werden werklozen ingeschakeld. Architect ir. C. Pouderoyen maakte in korte tijd een ontwerp voor de herbouw van het stadje. Daarbij werd bewust niet gekozen voor het weer opbouwen van de verwoeste huizen, maar voor een nieuw ontwerp naar de ideeën van de Delftse School. Pouderoyen koos er ook voor om de provinciale weg door het centrum te laten lopen, in plaats van eromheen. In de loop van 1942 was het reconstructieplan grotendeels uitgevoerd. Tijdens de gevechten van 1944 en 1945, bij de bevrijding van Nederland, werd Rhenen nogmaals getroffen.
In 1950 werden bij werkzaamheden aan de weg van Rhenen naar Elst graven gevonden in de helling van de Donderberg. Het bleek een Frankisch grafveld met ca. 1100 graven daterend uit 350 tot ca. 750 na Chr. Het is het rijkste Merovingische grafveld dat in Europa is gevonden. De gevonden sieraden zijn te zien in het Rijksmuseum van Oudheden in Leiden. Op de Grebbeberg ligt de grootste walburcht van Nederland. De bouw ervan begon in de periode 650-710. Andere vroegmiddeleeuwse vondsten zijn een goudschat (Achterberg) en een muntschat van ca. 100 gouden munten en 170 zilveren munten bij Remmerden en op de Koerheuvel nabij de oude watertoren een bronzen situla (rituele emmer) vermoedelijk uit de vroege Nederlandse ijzertijd ca 750 v.Chr.
In 2008 vierde de stad zijn 750-jarige bestaan.
Op Koninginnedag 2012 bracht toenmalig koningin Beatrix samen met haar familie een bezoek aan Rhenen en Veenendaal.

## Geografie

### Ligging en verbindingen
Rhenen ligt aan de noordoever van de Nederrijn; aan de overkant bevindt zich het dorp Kesteren. Via de Rijnbrug is de stad met de Neder-Betuwe verbonden. Deze verkeersbrug werd gebouwd op de fundamenten van de in 1944 verwoeste spoorbrug in het spoortraject Amersfoort-Kesteren. De verkeersbrug, die officieel werd geopend in november 1957 vormt nu een schakel in de Provinciale weg 233.
Rhenen ligt op de zuidoostpunt van de Utrechtse Heuvelrug. De plaats is omgeven door meerdere natuurgebieden. De oostelijk gelegen en tot de gemeente behorende Grebbeberg is de laatste heuvel van deze stuwwal, alvorens deze overgaat in de Gelderse Vallei. Andere heuvels in de gemeente Rhenen zijn de Elsterberg, Prattenburgse Berg, Sparreboomsche Berg, Buurtsche Berg, Paasheuvel, Thymse Berg, Koerheuvel, Donderberg en de Laarsenberg.
Via het op het grondgebied van de gemeente Wageningen gelegen Opheusdense Veer bestaat er een bootverbinding over de Nederrijn met het dorp Opheusden.
In Elst is er met het Ingense Veer een bootverbinding over de Nederrijn met het dorp Ingen.
In de periode mei tot en met half september onderhoudt het Rhenense (voet)veer tussen Rhenen en Lienden een verbinding voor voetgangers en fietsers.
Station Rhenen is sinds 1981 een kopstation aan het einde van de Veenendaallijn, via Veenendaal naar Utrecht.

### Overige kernen
Achterberg, Elst, Laareind en (bedrijventerrein) Remmerden.
Sinds de herindeling van de gemeenten Amerongen, Doorn, Driebergen-Rijsenburg, Leersum en Maarn per 1 januari 2006 tot de gemeente Utrechtse Heuvelrug behoort het voorheen Amerongse gedeelte van Elst tot de gemeente Rhenen.

### Aangrenzende gemeenten
| Aangrenzende gemeenten | Aangrenzende gemeenten | Aangrenzende gemeenten | Aangrenzende gemeenten | Aangrenzende gemeenten |
| ---------------------- | ---------------------- | ---------------------- | ---------------------- | ---------------------- |
|                        |                        | Veenendaal             |                        | Ede (Gld)              |
|                        |                        |                        |                        |                        |
| Utrechtse Heuvelrug    | Wageningen (Gld)       |                        |                        |                        |
|                        |                        |                        |                        |                        |
| Buren (Gld)            |                        | Neder-Betuwe (Gld)     |                        |                        |

## Cultuur en recreatie

### Bezienswaardigheden
- De Cunerakerk, een laat-gotische hallenkerk. De toren is een der fraaiste voorbeelden van de laat-gotiek in Nederland, hij is gebouwd tussen 1492-1531.
- Moderne rooms-katholieke Gedachteniskerk, gebouwd tussen 1958 en 1959.
- Gebouw 'De Brakke' uit 1787.
- Restanten van de middeleeuwse stadsmuur (14e eeuw).
- De Binnenmolen, een ronde stenen korenmolen uit 1893.
- Landgoed Prattenburg.
- Militair ereveld Grebbeberg.
- De dierentuin Ouwehands Dierenpark ligt in Rhenen, op de Grebbeberg.

### Monumenten
In de gemeente bevindt zich een aantal rijksmonumenten en oorlogsmonumenten, zie:
- Lijst van rijksmonumenten in Rhenen (plaats)
- Lijst van rijksmonumenten in Rhenen (gemeente)
- Lijst van gemeentelijke monumenten in Rhenen
- Lijst van oorlogsmonumenten in Rhenen[6]

### Kunst in de openbare ruimte
- Lijst van beelden in Rhenen

### Verenigingsleven
- Showharmonie Oefening Baart Kunst (OBK), is een muziekvereniging opgericht in 1931.
- Ons Genoegen (Rhenen), is een muziekvereniging opgericht in 1868 en is de oudste muziekvereniging van Rhenen en de oudste in de provincie Utrecht.

### Media
De lokale omroep Dorp en streek tv, is gericht op Maarn, Maarsbergen, Renswoude, Scherpenzeel, Woudenberg, Rhenen en Elst

## Onderwijs en sport

### Voortgezet onderwijs
- Regionale Scholengemeenschap Pantarijn

### Sport
Rhenen was in 2000 gastheer van de Europese kampioenschappen mountainbike.
Op zaterdag 20 augustus 2022 liep de route van de tweede etappe (van 's-Hertogenbosch naar Utrecht) van de Ronde van Spanje 2022 door Rhenen.

## Politiek en bestuur

### Gemeenteraad
De gemeenteraad van Rhenen bestond tot 2022 uit 17 zetels; daarna uit 19. Hieronder staat de samenstelling van de gemeenteraad sinds 1994:
| Gemeenteraadszetels      | Gemeenteraadszetels | Gemeenteraadszetels | Gemeenteraadszetels | Gemeenteraadszetels | Gemeenteraadszetels | Gemeenteraadszetels | Gemeenteraadszetels | Gemeenteraadszetels |
| Partij                   | 1994                | 1998                | 2002                | 2006                | 2010                | 2014                | 2018                | 2022                |
| ------------------------ | ------------------- | ------------------- | ------------------- | ------------------- | ------------------- | ------------------- | ------------------- | ------------------- |
| SGP                      | 3                   | 3                   | 4                   | 3                   | 3                   | 4                   | 3                   | 5                   |
| VVD                      | 4                   | 3                   | 3                   | 3                   | 3                   | 2                   | 3                   | 3                   |
| Rhenens Belang           | -                   | -                   | -                   | 1                   | 2                   | 2                   | 2                   | 3                   |
| Progr Rhenen/GroenLinks¹ | 1                   | 2                   | 2                   | 4                   | 3                   | 3                   | 3                   | 3                   |
| D66                      | 2                   | 1                   | 1                   | -                   | -                   | 1                   | 2                   | 2                   |
| ChristenUnie²            | -                   | 1                   | -                   | -                   | 1                   | 2                   | 2                   | 1                   |
| CDA                      | 4                   | 4                   | 4                   | 3                   | 3                   | 2                   | 1                   | 1                   |
| PvdA                     | 3                   | 3                   | 3                   | 3                   | 2                   | 1                   | 1                   | 1                   |
| Totaal                   | 17                  | 17                  | 17                  | 17                  | 17                  | 17                  | 17                  | 19                  |

¹ Bij de verkiezingen tot en met 2002 deed alleen GroenLinks mee.

² In 1998 deed de RPF, een van de voorgangers van de ChristenUnie, mee aan de verkiezingen.

### College
Het college van burgemeester en wethouders bestaat voor de raadsperiode 2022-2026 uit:
- Géran Kaai (CDA), burgemeester: bedrijfsvoering en openbare orde en veiligheid;
- Gert van Laar (SGP), wethouder en 1e locoburgemeester: fysieke domein;
- Dick Poortinga (Rhenens Belang), wethouder: welzijn en sport, economie, recreatie en toerisme;
- Caroline Folmer (D66), wethouder: WMO, jeugd, duurzaamheid, afval en milieu;
- Bert Fintelman (CDA), wethouder: landelijk/agrarisch gebied, financiën en belastingen;
- Pieter Bonthuis, gemeentesecretaris: algemeen directeur van de ambtelijke organisatie en eerste adviseur van het college.

### Partnersteden
Rhenen heeft geen partnersteden, in 2017 kwam echter een aanvraag. Dit betrof een aanvraag van de Chinese stad Dujiangyan. Deze aanvraag was naar aanleiding van de komst van reuzenpanda's naar Ouwehands Dierenpark.

## Bekende inwoners

### Geboren in Rhenen
- Andries Sybrand Abbema (1736-1802), advocaat en politicus
- Hendrik Menso (1791-1872), arts, burgemeester, wethouder en rechter te Rhenen
- Huibert Jacobus Budding (1810-1870), predikant
- Victor de Blocq van Kuffeler (1879-1963), waterbouwkundige
- Joan Schimmelpenninck (1887-1943), verzetsstrijder
- Peter Knegjens (1916-1996), sportverslaggever, presentator en reclamemaker
- Jan D. van Laar (17 juni 1936), organist, componist en tekstdichter
- Adri de Fluiter (1940-2024), beeldend kunstenaar
- Wouter Klootwijk (9 augustus 1945), journalist, kinderboekenschrijver, programmamaker en presentator
- Ad Roland (29 december 1945), radiodiskjockey
- Roel Augusteijn (9 september 1948), CDA-politicus en in diverse plaatsen (waarnemend) burgemeester
- Leo Dijkgraaf (19 juni 1952), tv-producent en poppenspeler
- Edo Ophof (21 mei 1959), profvoetballer
- Theo Spek (26 april 1963), historisch geograaf
- Erik Buijs (3 november 1970), beeldhouwer
- Otwin van Dijk (22 april 1975), PvdA-politicus
- Annelieke Bouwers (4 mei 1976), actrice en zangeres
- Touriya Haoud (1 oktober 1977), actrice, presentatrice en fotomodel
- Martijn van Nellestijn (6 maart 1978), acteur en filmregisseur
- Ruth van der Meijden (15 augustus 1984), atlete
- Giedo van der Garde (25 april 1985), autocoureur
- Colin van Mourik (22 november 1985), voetballer
- Floris de Vries (18 augustus 1989), golfer
- Madelein Meppelink (29 november 1989), beachvolleybalster
- Diederik Bangma (22 mei 1990), voetballer
- Sywert van Lienden (18 september 1990), oud-voorzitter van het LAKS

### Woonachtig geweest
- Frederik V van de Palts (1596-1632), keurvorst van de Palts en koning van de Bohemen
- Jacob van Manen (1752-1822), patriot, historicus en vrederechter te Rhenen
- Lodewijk Henrick Johan Mari van Asch van Wijck (1858-1934), jonkheer en politicus
- Henk de Bouter , Nederlands kunstenaar, kunstschilder en graficus.

## Fotogalerij

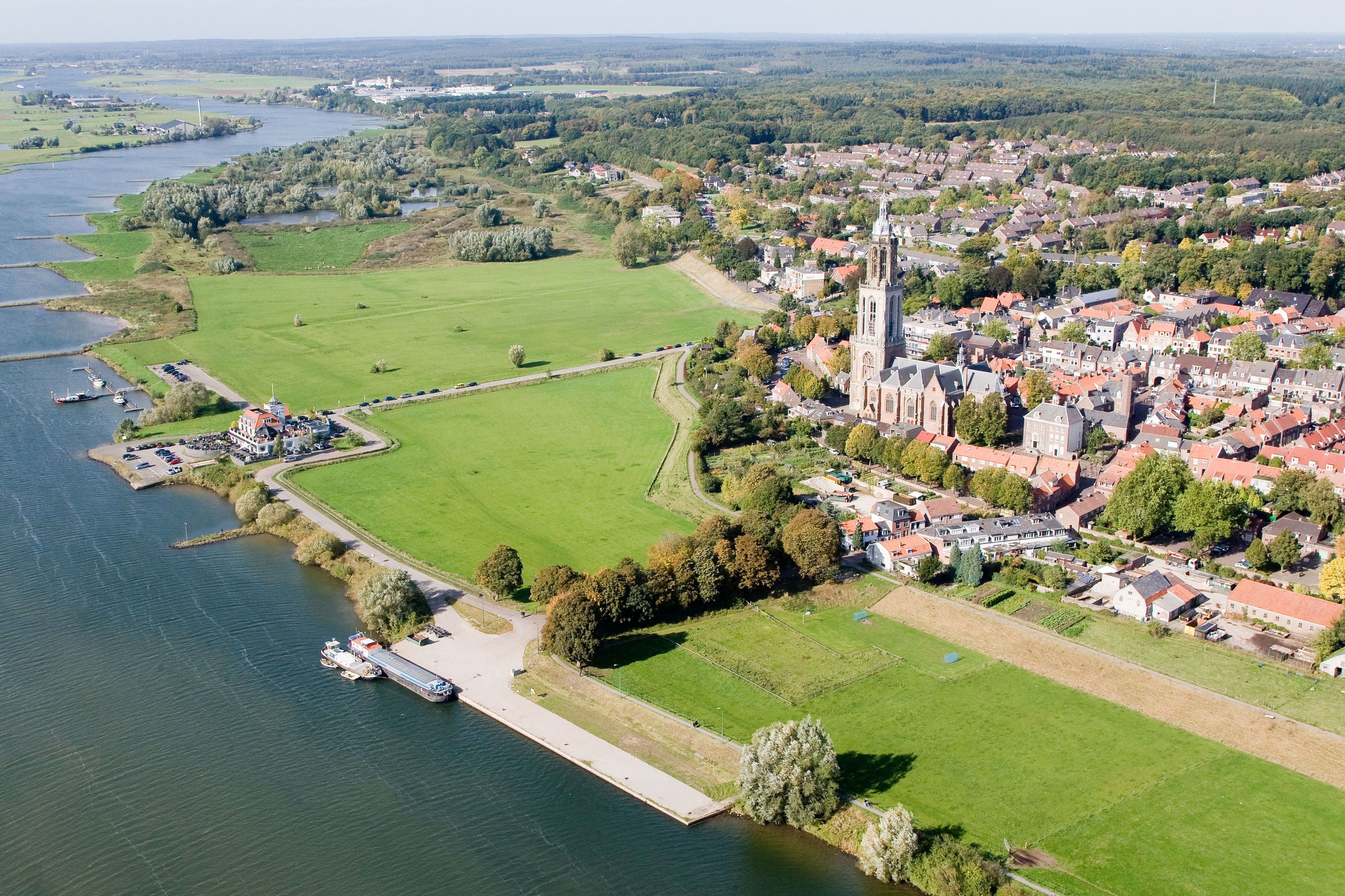
Deel van Rhenen. Op de voorgrond de Cuneratoren.
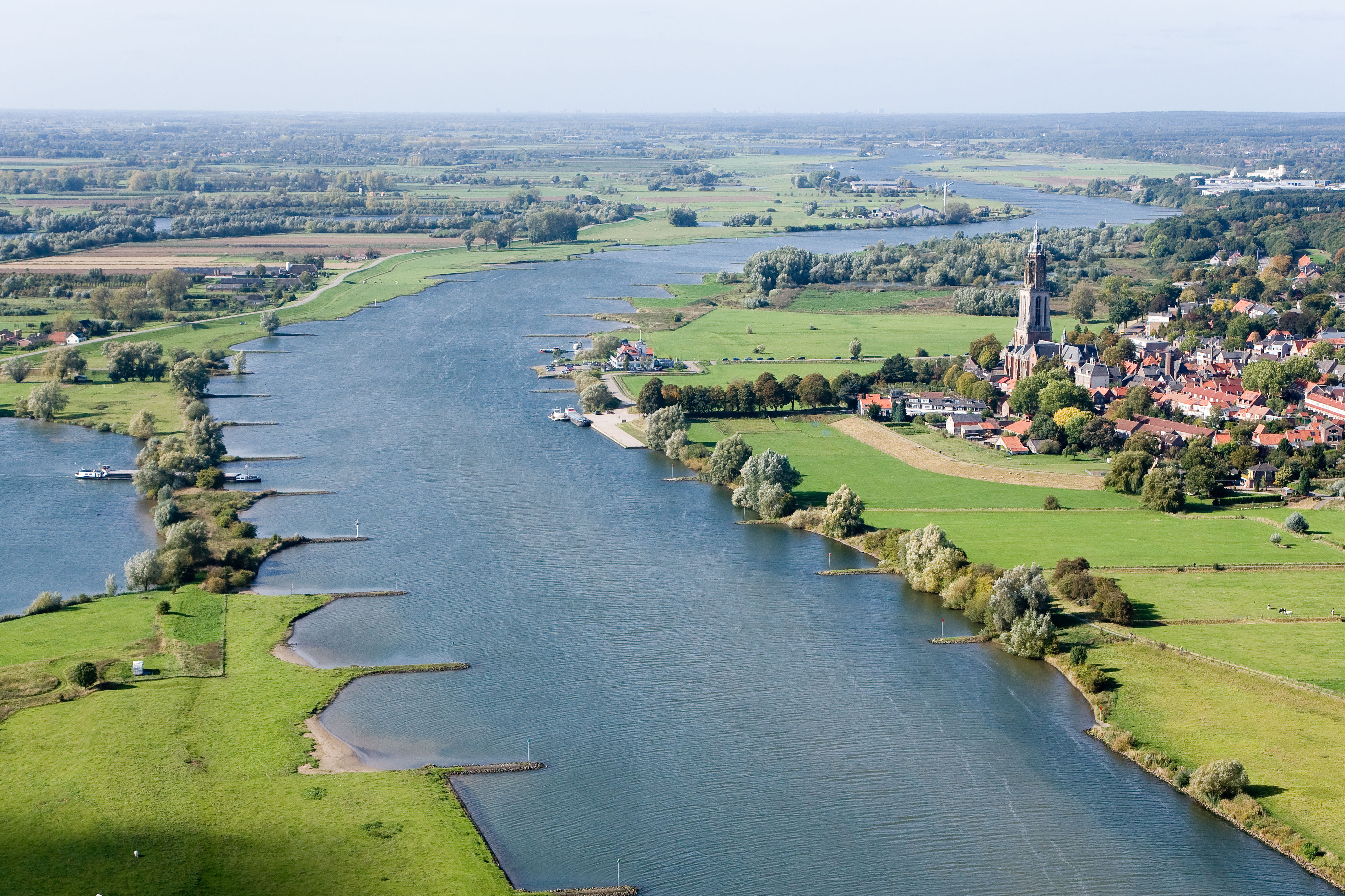
Rhenen en de Nederrijn
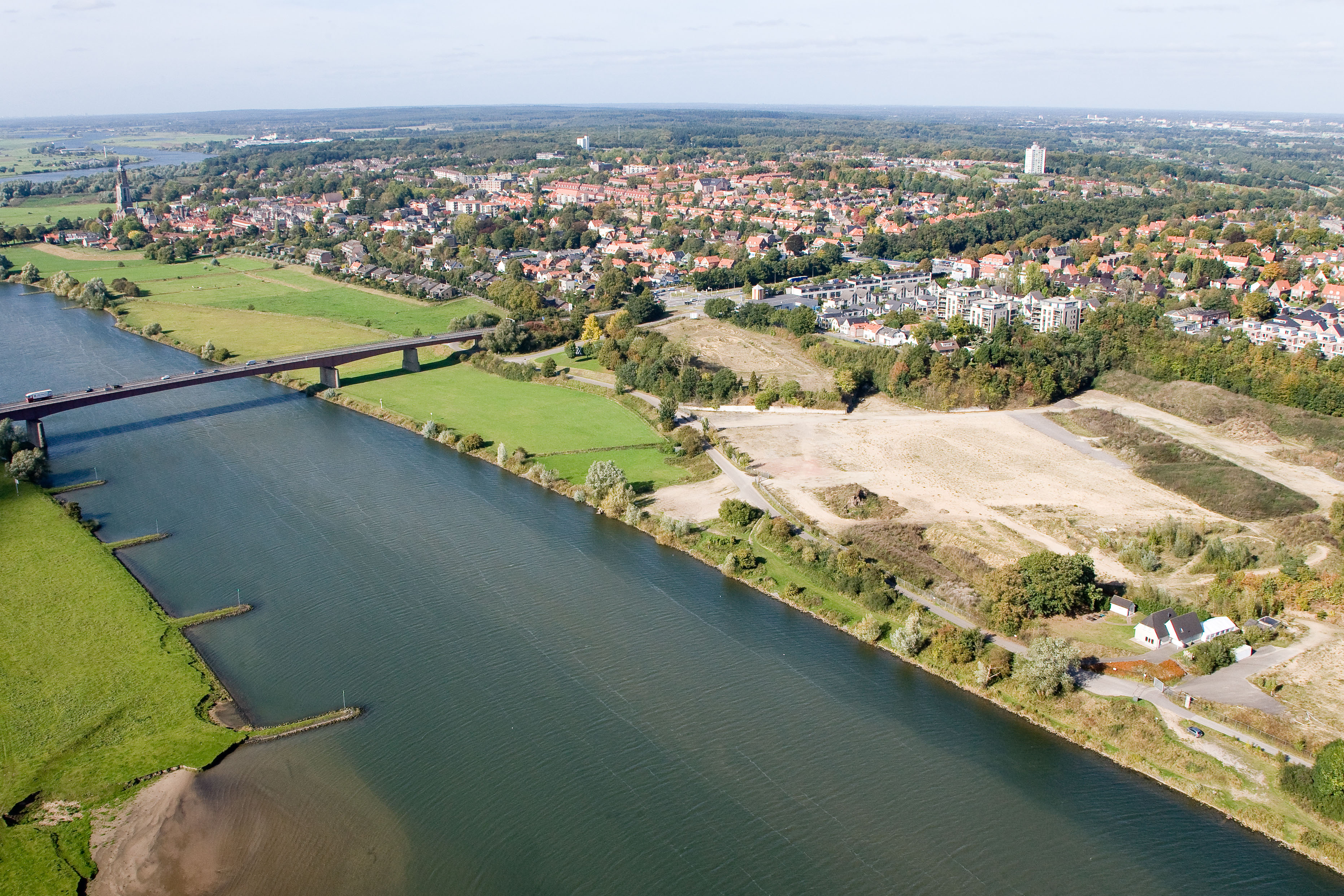
Rhenen inclusief de brug
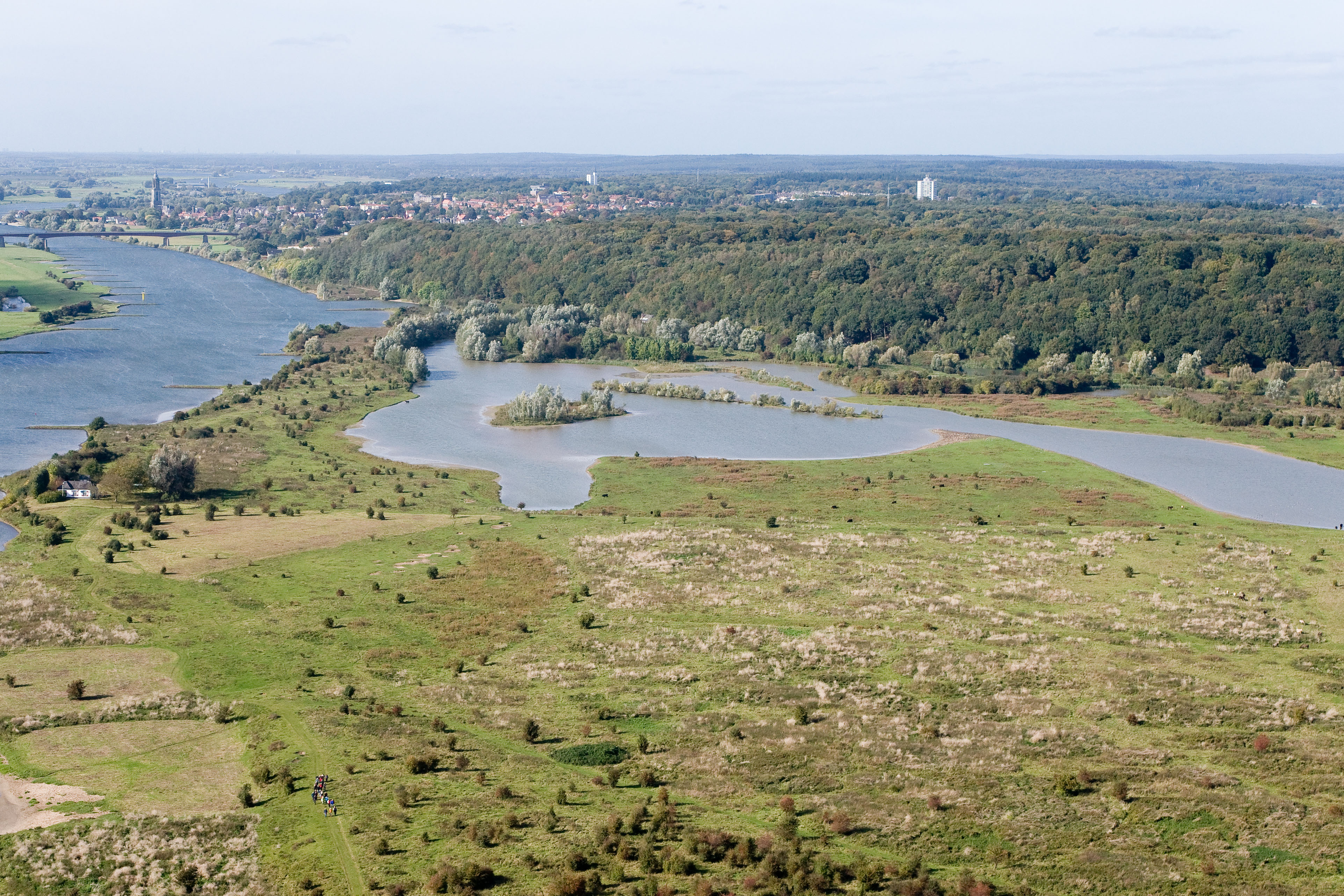
De Grebbeberg. Op de achtergrond Rhenen.